# Ville de la vallée Moonee
La ville de la vallée Moonee (City of Moonee Valley) est une zone d'administration locale dans la banlieue nord-ouest de Melbourne au Victoria en Australie.
Elle a été créée en 1994 par la fusion de la ville d'Essendon et d'une partie de la ville de Keilor.

## Quartiers
La ville comprend les quartiers de:
- Aberfeldie
- Airport ouest
- Ascot Vale
- Avondale Heights
- Essendon
- Essendon Nord
- Essendon ouest
- Flemington (en commun avec la ville de Melbourne)
- Keilor Est (en commun avec la ville de Brimbank)
- Moonee Ponds
- Niddrie
- Melbourne Nord (en commun avec la ville de Melbourne)
- Strathmore
- Strathmore Heights
- Travancore

## Anecdote
Le site web de la ville est rédigé en anglais, en arabe, en cantonais, en croate, en allemand, en grec, en italien, en somalien, en espagnol, en turc et en vietnamien.